# گوش‌خراش شکم‌سفید
گوش‌خراش شکم‌سفید (نام علمی: Ortalis leucogastra) گونه‌ای از پرندگان تیرهٔ گوش‌خراشان (Cracidae) شامل گوش‌خراش‌ها، گوان‌ها و کاکل‌فری‌ها است که در السالوادور، گواتمالا، هندوراس، مکزیک و نیکاراگوئه یافت می‌شود.